# 7A busz (Budapest)

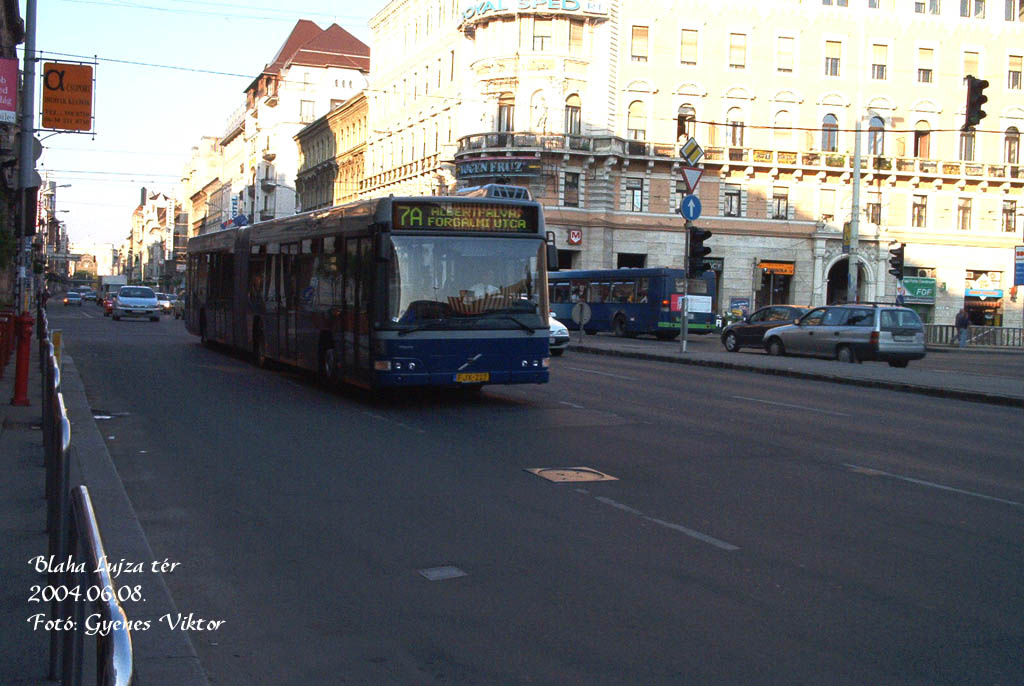
Volvo 7700A típusú busz a Blaha Lujza téren

A budapesti 7A jelzésű autóbusz a Bosnyák tér és a Bornemissza tér között közlekedett 2013. június 1-jétől 2014. március 28-ig. A járatot a Budapesti Közlekedési Zrt. és a VT-Arriva üzemeltette.

## Története
1948. szeptember 6-án indult az első 7A járat a 7-es busz betétjárataként a Hungária körút és a Felszabadulás tér között.
A 7A járat 2005 decemberéig Baross tér, Keleti pályaudvar és Albertfalva, forgalmi utca között közlekedett. 2005-ben a 7-es és a 73-as járat meghosszabbításával szűnt meg a 7A. 2005-ös megszűnéséig a vonalon Ikarus 435 és Volvo 7700A közlekedett. 2013. június 1-jén a 7-es buszcsalád átszervezésével újraindították a 7A-t a Bornemissza tér és a Bosnyák tér között a megszűnő 173-as busz helyett. Az M4-es metró 2014-es átadásához kapcsolódóan átalakult a felszíni járatok közlekedése, ezért március 28-án megszűnt.
2022. augusztus 6-án R7A jelzéssel alkalmi retrójáratként újra közlekedett a Keleti pályaudvar és Albertfalva vasútállomás között, a járatra a nosztalgiaflotta Ikarus 284-es tolócsuklós autóbuszát osztották be.

## Útvonala
| Bornemissza tér felé | Bosnyák tér felé |
| --- | --- |
| Bosnyák tér vá. – Bosnyák tér – Thököly út – Baross tér – Rákóczi út – Kossuth Lajos utca – Ferenciek tere – Szabad sajtó út – Erzsébet híd – Szent Gellért rakpart – Szent Gellért tér – Bartók Béla út – Tétényi út – Bornemissza tér vá. | Bornemissza tér vá. – Tétényi út – Bartók Béla út – Szent Gellért tér – Szent Gellért rakpart – Erzsébet híd – Szabad sajtó út – Ferenciek tere – Kossuth Lajos utca – Rákóczi út – Baross tér – Thököly út – Bosnyák tér vá. |

## Megállóhelyei
Az átszállási kapcsolatok között az azonos útvonalon, de a Hermina út érintése nélkül közlekedő 7-es busz nincs feltüntetve!
| 0  | Bosnyák tér végállomás     | 35 | 3, 62, 62A 7E, 32, 124, 125, 107E, 133E, 233E, 277 |
| 1  | Bosnyák tér                | ∫  | 3, 62, 62A 7E, 32, 124, 125, 107E, 133E, 233E, 277 |
| 2  | Tisza István tér           | 33 | 82 7E, 133E, 233E |
| 3  | Amerikai út                | 32 | |
| 4  | Zugló vasútállomás         | 30 | 1, 1A 5, 7E, 107E, 133E, 233E Budapest–Cegléd–Szolnok, Budapest–Lajosmizse–Kecskemét, IC, sebesvonat, gyorsvonat                                          |
| 5  | Hermina út                 | ∫  | 72 |
| 7  | Stefánia út                | 28 | 72, 75 5 |
| 8  | Cházár András utca         | 27 | 5 |
| 9  | Reiner Frigyes park        | 26 | 5, 30, 30A, 133E, 230, 233E |
| 11 | Keleti pályaudvar M        | 24 | 24 73, 76, 78, 79, 80, 80A 5, 7E, 20E, 30, 30A, 107E, 133E, 178, 230, 233E Budapest–Újszász–Szolnok, Budapest–Hatvan, IC, EC, EN, sebesvonat, gyorsvonat, |
| 13 | Huszár utca                | 22 | 5, 178 |
| 15 | Blaha Lujza tér M          | 20 | 4, 6, 28, 28A, 37, 37A, 62 5, 7E, 99, 107E, 133E, 178, 217E, 233E                                                                                         |
| 17 | Uránia                     | 19 | 5, 8, 112, 178, 239 |
| 18 | Astoria M                  | 17 | 47, 49 5, 8, 9, 15, 112, 133E, 178, 233E, 239 |
| 20 | Ferenciek tere M           | 15 | 5, 7E, 8, 107E, 112, 133E, 178, 233E, 239 |
| 22 | Rudas gyógyfürdő           | 13 | 86 |
| 25 | Szent Gellért tér          | 11 | 18, 19, 41, 47, 49 86, 133E, 233E |
| 27 | Móricz Zsigmond körtér     | 9  | 6, 18, 19, 41, 47, 49, 61 7E, 27, 33, 40, 40E, 107E, 153, 188E, 240, 240E                                                                                 |
| 29 | Kosztolányi Dezső tér      | 7  | 19, 49 7E, 40E, 53, 86, 87, 87A, 107E, 114, 150, 150E, 153, 172E, 187, 188E, 212, 213, 214, 240, 240E, 250, 272 Távolsági járatok                         |
| 31 | Karolina út                | 5  | 19, 49 87, 87A, 114, 187, 213, 214 |
| 32 | Szent Imre Kórház          | 4  | 7E, 114, 107E, 213, 214 |
| 33 | Tétényi út 30.             | 3  | 114, 213, 214 |
| 35 | Kelenföld, városközpont    | 2  | 7E, 103, 107E, 114, 213, 214 |
| 36 | Puskás Tivadar utca        | 1  | |
| 37 | Bornemissza tér végállomás | 0  | |